# Fromia heffernani
Étoile de mer marbrée
Espèce
Fromia heffernani, l’Étoile de mer marbrée, est une espèce d'étoiles de mer de la famille des Goniasteridae. 

## Description
C'est une étoile de mer régulière à cinq bras allongés rayonnant autour d'un disque central réduit (5 cm max), de couleur violacée pouvant tirer sur le rouge, et sur lequel la plaque madréporitique se détache d'une couleur plus vive, ainsi que l'anus couleur crème. Les bras sont en partie recouverts d'épaisses plaques calcaires beiges de forme polygonale, disposées de manière irrégulière, sauf à leur pointe.
Outre la forme et le couleur, qui peuvent être variables, Fromia heffernani se distingue de Fromia monilis par la présence d'une seule rangée de courts piquants bifides de part et d'autre des sillons ambulacraires d'où émergent les podia,.

## Habitat et répartition
L’étoile de mer marbrée est présente dans les eaux tropicales de l'Indo-Pacifique, principalement dans le Pacifique ouest, de la Malaisie au Vanuatu, avec peut-être les Maldives, entre la surface et 40 m de profondeur.

## Classification
Le nom valide complet (avec auteur) de ce taxon est Fromia heffernani (Livingstone, 1931).
L'espèce a été initialement classée dans le genre Ferdina sous le protonyme Ferdina heffernanii Livingstone, 1931,.
Elle était classée jusqu'en 2017 parmi les Ophidiasteridae sous le genre obsolète Celerina. 
Fromia heffernani a pour synonymes :
- Celerina heffernani (Livingstone, 1931)
- Ferdina heffernanii Livingstone, 1931

### Étymologie
Son épithète spécifique, heffernani, lui a été donnée en l'honneur de N. S. Heffernan, ancien commissaire adjoint pour le Pacifique occidental, correspondant honoraire de l’Australian MuseumMusée australien et qui a invité l'auteur et un de ses collègues, leur permettant d'effectuer des travaux scientifiques dans les îles Santa Cruz.

### Publication originale
- (en) Arthur A. Livingstone, « On the restriction of the genus Ferdina Gray (Asteroidea) », Australian Zoologist, Sydney, Royal Zoological Society of New South Wales (d), vol. 6, no 4,‎ 1931, p. 305-309 (ISSN 0067-2238 et 2204-2105, OCLC 1782007, lire en ligne).